# Grieser Straße
De Grieser Straße (L239) is een 5,81 kilometer lange Landesstraße (lokale weg) in het district Imst in de Oostenrijkse deelstaat Tirol. De weg is een zijweg van de Ötztalstraße (B186) en zorgt voor een wegverbinding tussen Längenfeld (1180 m.ü.A.) en het in deze zelfde gemeente gelegen dorp Gries, een dorp gelegen in het Sulztal op 1569 meter hoogte. De weg naar Gries is met name in het begin erg bochtenrijk met diverse haarspeldbochten. De weg loopt constant kort langs het riviertje de Fischbach, die het Sulztal ontwatert., Op het traject van de Grieser Straße bevinden zich meerdere constructies ter bescherming van de weg tegen lawines. Achtereenvolgens zijn er de 488 meter lange galerijtunnel Stockrinne-Unterrinne (gebouwd in 1978 en 1995), de 150 meter lange tunnel Stockrinne-Unterrinne (gebouwd tussen 1992 en 1995) en de 95 meter lange Leckbachtunnel (gebouwd tussen 1979 en 1981) te vinden. Het beheer van de straat valt onder de Straßenmeisterei Umhausen.